# Associazione Calcio La Dominante
La Asociación de Fútbol de La Dominante fue un club de fútbol con sede en Génova, nacido el 27 de julio de 1927, de la fusión del Sampierdarenese, duró 3 años, El nuevo club fue formado a instancias del régimen fascista, que promovió en esa época una política firme de fusiones entre equipos conciudadanos, para reducir la fuerte rivalidad entre grupos de partidarios de la misma ciudad, y para garantizar el mayor número posible de ciudades en presencia campeonato máximo nacional.

## Historia

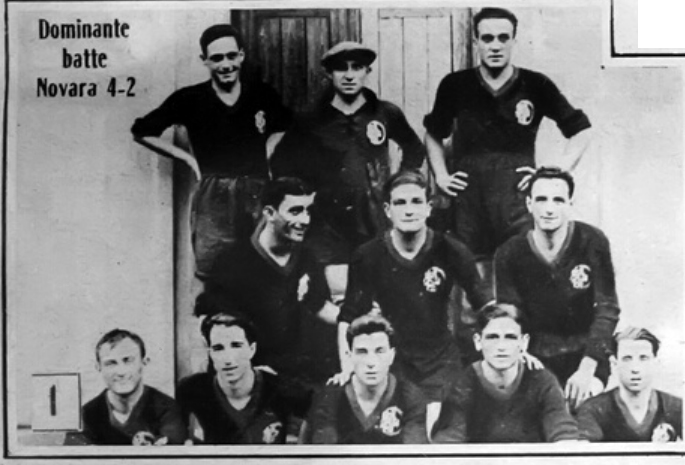
4 La Dominante vs 2 Novara Noviembre 1928

Para el nuevo club fue construido el Estadio Littorio Cornigliano, y se creó un uniforme completamente negro, color agradable a los fascistas locales, a las que se añaden las solapas primero blanco y luego verde. El escudo de armas en el pecho que representa a un grifo flanqueado por fasces, mientras que el nombre elegido fue uno de los antiguos títulos de la República Marítima de Génova, y quería representar, con la retórica propia de la época, el número de miembros de todo el equipo ciudad. Los aficionados de los dos clubes más antiguos disueltos, sin embargo, no les gustó la fusión y la nueva asociación no era especialmente popular, y fue de corta duración.
El dominante debutó en 1927-1928 Campeonato Nacional División, terminando décimo de los once participantes en el Grupo B. Al año siguiente, debido a una ampliación de las rondas de división nacional, se sacó y participó en el Grupo A del Campeonato de la División Nacional de 1928-1929, alcanzando décima vez más, esta vez de dieciséis participantes. Así que, por virtud de esta colocación fue excluido de la nueva Serie A, y fue inscrito en la Serie B.
En 1930, con el objetivo de mejorar los resultados decepcionantes de las últimas temporadas, el equipo se unió a otra formación de los alrededores inmediatos de Génova, el Corniglianese, dando lugar a FBC Liguria.
- Datos: Q3626037
- Multimedia: Associazione Calcio La Dominante / Q3626037